# Platyja rufiscripta
Platyja rufiscripta là một loài bướm đêm trong họ Noctuidae.